# قلعه سرتپه
قلعه سرتپه  در بندر گز، جنب شهرک سپاه واقع شده و این اثر در تاریخ ۲۵ اسفند ۱۳۷۹ با شمارهٔ ثبت ۳۶۵۴ به‌عنوان یکی از آثار ملی ایران به ثبت رسیده است.